# 21571 Naegeli
A 21571 Naegeli (ideiglenes jelöléssel 1998 RD51) a Naprendszer kisbolygóövében található aszteroida. A LINEAR projekt keretében fedezték fel 1998. szeptember 14-én.